# Дом Шимановского
Дом Шимановского — здание, которое располагается по улице Фрунзе, 31 (другой адрес — Итальянский переулок, 16) в городе Таганроге Ростовской области. Двойной адрес строением был получен в связи с его угловым расположением. Во второй половине XIX века особняк находился в собственности семейства Сычевых.

## История
Одноэтажный дом небольших размеров был построен в 1850 году в стиле модерн и расположился по адресу — улица Фрунзе, 31 в Таганроге. Три окна дома выходило на улицу Фрунзе, еще два — на Итальянский переулок. С 1870 года по 1900 год дом принадлежал купеческому семейству Сычевых. В 1870-х годах собственником дома был Мирон Яковлевич Сычев, в 1880-х годах — Михаил Яковлевич, а с конца XIX века и до 1910-х годов строение принадлежало Акиму Яковлевичу Сычеву. Последний избирался Гласным Думы в 1890 году, был членом торговой депутации и личным почётным гражданином города. О Мироне Яковлевиче известно, что он женился на восемнадцатилетней девушке Раисе Константиновне Дроссо, с которой обвенчался в Греческой церкви. Братья Сычовы занимались торговлей мануфактурными товарами в районе Старого базара и вокзала. Они активно рекламировали продажу шелковых тканей, шерстяных материй, ситца, бурнусы и ланкорта в печатных газетах. Построенный особняк по улице Фрунзе был окружен большим садом и дворовыми хозяйственными постройками. Там, где располагается «срезанный» угол дома, раньше функционировал магазин по продаже колониальных товаров, в том числе кофе и чая.
В 1910 году сад, дом и дворовые пристройки приобрел высококвалифицированный врач по женским болезням Владимир Григорьевич Шимановский, по фамилии которого дом обрел известность. Его супругу звали Мартой Павловной. Врач Шимановский вел активную общественную деятельность, которую совмещал с работой в городских обществах и учреждениях. Также он владел автомобилем — большой редкостью в то время, так как в Таганроге насчитывалось лишь несколько таких транспортных средств. Родных детей у Шимановских не было, однако на их попечении находилось двое племянников.
В 1914 году на территории участка по этому адресу появилась пристройка, выполненная по оригинальному заказу. Для строительства стен использовался красный кирпич, паркет был материалом для настила пола. Внутри, стены помещения были оклеены обоями, а при декорировании потолков проводились альфрейные работы. Для изготовления крыши использовали кровельное железо. На участке работала котельная, она располагалась рядом с кухней. Насос использовался для подачи воды в дом. На территории домовладения располагалось 19-20 помещений, 10 из которых были жилыми, оставшиеся использовались по другому назначению. Их общая площадь составляла 227 квадратных метров.
Во время немецкой оккупации Таганрога в 1918 году в доме Шимановского размещалась редакция общественно-политической ежедневной газеты «Южное слово». Редактировали газету И. И. Кулешов, затем А. С. Гостищев. 
В 1920-х годах врач Шимановский лишился части дома. С 1920 года по 1922 год в доме стал проживать советский военачальник, один из основателей 1-й Конной армии Ефим Афанасьевич Щаденко. Об этом извещает доска, которая установлена на фасаде дома. 
В 1940-х годах в доме жили писатель Владимир Владимирович Овечкин и художник Носков. Садовая территория и насаждения был практически уничтожены, от них осталось несколько деревьев. Дворовые постройки оборудовали под жилые помещения. До 1953 года в доме Шимановского проживал Илья Яковлевич Акопов, с апреля 1956 по март 1966 года — Е. Е. Пастушенко. Летом 1966 года в здании поселился начальник таганрогского ГАИ  М. М. Алтухов и прожил там до конца 1970-х. В конце 1980-х это был домашний адрес начальника хозяйственного отдела горкома партии Д. Ф. Левченко.
В середине 1990-х годов вблизи дома стал работать ларёк, в котором происходила торговля гастрономическими товарами. Ларёк получил название «Дора». В летний период времени он пользовался популярностью у горожан. Здесь продавалось холодное пиво, вода и мороженое. Затем на протяжении нескольких лет, поблизости, в подвальном помещении дома, работало кафе.
В наше время в доме со стороны улицы Фрунзе располагается контора по обмену квартир.